# National Gallery (película de 2014)
National Gallery es un documental francés de 2014 dirigido por Frederick Wiseman. Al estilo del cine directo, la película ofrece información sobre la renombrada National Gallery de Londres, una de las galerías de imágenes más completas y visitadas del mundo. El documental fue nominado a los César 2015 en la categoría de Mejor Documental. Así como también fue nominado en la misma categoría en la 12° edición de los Premios de la Sociedad Internacional de Cinéfilos.

## Recepción
La respuesta de la prensa a la película fue muy buena. En Rotten Tomatoes, el 96% de las 57 críticas de la película son positivas; la calificación media es de 8,5/10. En Metacritic, la película recibió 89 puntos sobre 100 con un total de 21 críticas.